# The Good Neighbor
The Good Neighbor (Brasil: O Bom Vizinho ) é um filme de suspense produzido nos Estados Unidos e dirigido por Kasra Farahani com roteiro de Mark Bianculli e Jeff Richard. Lançado em 2016, foi protagonizado por James Caan, Logan Miller e Keir Gilchrist.